# Lubelskie Fabryki Wag
Lubelskie Fabryki Wag „FAWAG” S.A. – przedsiębiorstwo z siedzibą w Lublinie w dzielnicy Lemszczyzna, polski producent wag. Zjednoczenie lubelskich fabryk wag powstało w 1948 roku z połączenia trzech upaństwowionych przedsiębiorstw produkujących wagi na terenie Lublina. W skład powstałego przedsiębiorstwa Lubelskie Fabryki Wag weszły: „Fabryka Wag Wilhelma Hessa”, Fabryka Wag „Ideal”, Fabryka Wag Jarosława Caudra.

## Historia

### Fabryka Wag W. Hess
Założycielem przedsiębiorstwa był Wilhelm Hess (Czech z pochodzenia), który w wieku 15 lat wyjechał do Stanów Zjednoczonych. Pracował w zakładach Buffalo Seale et Co, wytwarzających wagi w fabrykach w Chicago oraz Buffalo, gdzie zapoznał się z budową i produkcją wag. Wilhelm Hess powrócił do rodzinnych Czech z zamiarem otworzenia własnego zakładu. Po pewnym czasie zdecydował się wyjechać do Kijowa. Jednak na względu na chorobę córki w czasie podróży zatrzymał się w Lublinie. Ostatecznie zamieszkał w Lublinie gdzie uruchomił zakład napraw wag. W 1878 Hess zakupił nieruchomości przy ulicy Lubartowskiej 49 w Lublinie. Zdobyte doświadczenie w czasie pracy w fabrykach wag w USA pozwoliło Hessowi na rozpoczęcie produkcji wag już w następnym roku. Produkowane wagi zdobyły uznanie ze względu na jakość i nowoczesność. W 1884 Hess otrzymał pozwolenie na budowę nowych budynków fabryki, stopniowo rozwijał działalność. Fabryka Wag W. Hess posiadała działy produkcyjne, w których znajdowały się: ślusarnia, odlewnia, stolarnia, kuźnia, dział mechaniczny, modelarnia, montażownia, malarnia, kotłownia oraz magazyny. Fabryka Wilhelma Hessa latach 1910–1914 zatrudniała ok. 1200 pracowników, posiadała stołówkę zakładową oraz sklep, a pracownicy mieli możliwość korzystania z zakładowej kasy oszczędnościowo-kredytowej oraz bezpłatnego dostępu do opieki lekarskiej. W zakładzie produkowano wagi dla różnych dziedzin handlu i transportu, np.: wagi lekarskie, wagi apteczne, wagi sklepowe oraz wagi do ważenia wozów konnych, wagonów kolejowych, wagi magazynowe, wagi przenośne dla wojska oraz wagi przewoźne na kołach. Przedsiębiorstwo, osiągając sprzedaż kilkanaście tysięcy wag miesięcznie, uruchomiło także zakład w Berdyczowie, montownie w Smoleńsku oraz w Białymstoku oraz zakład-filię w Jakatierynosławiu (Dniepr). W 1913 roku przedsiębiorstwo zostało przekształcone w spółkę akcyjną, wyemitowano akcje o wartości 200 zł. Po wybuchu I wojny światowej w 1914 r. sytuacja przedsiębiorstwa uległa znacznemu pogorszeniu. Drastyczny spadek popytu spowodował ograniczenie produkcji, a nawet czasowe zatrzymanie produkcji. Fabrykę uruchomiono ponownie w 1917 r. jednak z dużymi trudnościami. Podczas działań wojennych około 60% urządzeń fabrycznych zostało wywiezionych do Rosji. Brak w surowców do produkcji, zamknięcie rynku rosyjskiego na sprzedaż. Pożar w 1919, który wybuchł na terenie fabryki oraz kryzys gospodarczy w Polsce były powodem zapaści finansowej spółki. Hess podjął próbę ratowania przedsiębiorstwa, zaciągnął pożyczkę w Miejskim Towarzystwie Kredytowym w 1927 roku. Z powodu niespłaconego kredytu, w 1931 r. spółkę przejęło Towarzystwo Kredytowe. W 1932 r. właściciel Wilhelm Hess zmarł. W wyniku kryzysu finansowego w tym samym roku ogłoszono upadłość spółki. Spadkobierca spółki „Fabryka Wag W. Hess” Karol Hess (syn Wilhelma) podjął próbę poprawy sytuacji przedsiębiorstwa, jednak bezskutecznie. W 1938 r. przedsiębiorstwo zostało sprzedane, Przedsiębiorstwo zachowało swoją nazwę, a nabywcą została rodzina Krzykowskich z Warszawy. W okresie okupacji niemieckiej fabryka przeszła pod zarząd niemiecki. Po zakończeniu II wojny światowej rodzina Krzykowskich przejęła zakład, jednak w 1948 r. przedsiębiorstwo przejęło państwo. W 1951 r. firma została włączona do przedsiębiorstwa Lubelskie Fabryki Wag. Obecnie część budynków dawnej Fabryki Wag Wilhelma Hessa w Lublinie został ujęta w gminnej ewidencji zabytków.

### Fabryka wag „Ideal”
Piotr Księżycki, były pracownik fabryki wag Wilhelma Hessa, w 1906 r. uruchomił warsztat naprawy wag przy ulicy Świętoduskiej w Lublinie. Dobrze funkcjonujący zakład naprawy wag po dwóch latach rozpoczął produkcję wag dziesiętnych oraz stołowych o małej nośności. Fabryka Księżyckiego zatrudniała początkowo 14 pracowników. W 1909 r. wspólnikiem i nowym udziałowcem spółki został Franciszek Maszkiewicz. W 1910 r. spółka „Ideal” wybudowała przy ulicy Krochmalnej 24 nowe budynki, hale produkcyjne, rozpoczęto produkcję wag lekarskich, wag stołowych oraz wag wozów o większej nośności. W 1920 r. zmarł Piotr Księżycki, przedsiębiorstwem kierował Maszkiewicz, a zarząd spółki stanowiła rodzina, spadkobiercy po zmarłym współwłaścicielu. Po wybuchu II wojny światowej przedsiębiorstwo przeszło pod zarząd niemiecki. Po zakończeniu wojny w 1948 r. fabryka została upaństwowiona, w 1951 r. została połączona w jedno przedsiębiorstwo pod nazwą Lubelskie Fabryki Wag.

### Fabryka wag Jarosława Caudra
Po ogłoszeniu upadłości fabryki Wilhelma Hessa, jeden z jej pracowników Jarosław Caudr (konstruktor wag, z pochodzenia Czech) w ramach zaległego wynagrodzenia otrzymał dokumentację techniczną wagi sklepowej uchylnej. Caudr zdecydował się uruchomić własną fabrykę produkującą wagi. Pierwszy zakład Cadra mieścił się przy ulicy Fabrycznej. Rozbudowa przedsiębiorstwa była konieczna po podpisaniu umowy z firmą (Block-Brun) w 1935 r. Zakupiono nieruchomość przy ulicy Garbarskiej po byłej fabryce cykorii, gdzie uruchomiono produkcję wag pełno-uchylnych (wagi w wersjach ważenia do 25 kg, 50 kg, 100 kg i 500 kg), krajalnic do wędlin, aparatów do normowania solanki w czasie produkcji szynek. W czasie okupacji niemieckiej nastąpił spadek sprzedaży wag, rozpoczęto produkcję maszyn rolniczych, młocarni i siewników. W lipcu 1944 Jarosław Caudr wyjechał z Lublina zabierając ze sobą dokumentację techniczną oraz część maszyn i urządzeń z fabryki. Po zakończeniu II wojny światowej zakład znacjonalizowano, w 1951 r. fabryka została dołączona do Lubelskich Fabryk Wag.

## Lubelskie Fabryki Wag
Dnia 1 maja 1951 roku połączono Fabrykę wag Wilhelma Hessa, Piotra Księżyckiego oraz Jarosława Caudra aktem erekcyjnym w jedno przedsiębiorstwo – Lubelskie Fabryki Wag. Dyrekcja przedsiębiorstwa znajdowała się w budynku dawnej fabryki „Ideal”. W 1973 roku Lubelskie Fabryki Wag zmieniły nazwę na „Promer” Lubelskie Fabryki Wag w Lublinie. W 1974 roku do LFW włączono Zakład Nr 4 zlokalizowany w Grajewie, gdzie produkowano wagi domowe. W latach 1973–1980 odnotowano duży wzrost produkcji rynkowej. W końcu lat osiemdziesiątych Lubelskie Fabryki Wag rozpoczęły współpracę z hiszpańską firmą „Campesa” S.A. Dzięki współpracy uruchomiono w Polsce produkcję pierwszych wag elektronicznych. W 1999 r. roku Lubelskie Fabryki Wag jako pierwsza firma uzyskała certyfikat potwierdzający wprowadzenie systemu zapewnienia jakości ISO 9001, zaś trzy lata później uzyskano certyfikat potwierdzający zgodność produkowanych wag i urządzeń pomiarowych z wymogami Międzynarodowej Organizacji Metrologii Prawnej (ang. International Organization of Legal Metrology). Zbyt dużym obciążeniem dla przedsiębiorstwa okazały się rozbudowane zakłady w różnych lokalizacjach, co podnosiło koszty utrzymania i produkcji. Nowe technologie cyfrowe wprowadziły zmiany technologiczne w produkcji wag na świecie. W konsekwencji dyrekcja LFW w 1991 roku zdecydowała o sprzedaży zakładu w Grajewie. W 1995 roku sprzedano inne nieruchomości: budynki zakładów położonych przy ulicy Krochmalnej 26A oraz Lubartowskiej 56A. Dalsze zmiany nastąpiły w 1996 r., kiedy formę pawną przekształcono z przedsiębiorstwa państwowego w jednoosobową Spółkę Skarbu Państwa Lubelskie Fabryki Wag FAWAG S.A. W roku 1997, w wyniku przetargu ogłoszonego przez Ministra Skarbu, inwestorem strategicznym FAWAG S.A. zostało Lubelskie Towarzystwo Kapitałowe Spółka z o.o. Wdrożenie nowych technologii cyfrowych pozwoliło na wdrożenie do produkcji pierwszej w Polsce wagi kalkulacyjnej. Dalsze zmiany ekonomiczne w 2002 r. spowodowały likwidację zakładu przy ulicy Lubartowskiej 74/77 oraz przy ulicy Krochmalnej 24. W tym samym roku spółka uzyskała certyfikat ISO 9001, który potwierdzał wdrożenie systemu zarządzania jakością zgodnie z najnowszymi standardami. Właściciel Lubelskiej Fabryki Wag Lubelskie Towarzystwo Kapitałowe Sp. z o.o. (LTK) połączyło się z Lubelskim Towarzystwem Ziemskim Sp. z o.o. i przyjęło nazwę „FS-INVEST” Sp. z o.o., w 2003 r. zmieniono nazwę na INWEST-FS Sp. z o.o. We wrześniu 2014 roku Posnet Polska S.A. wykupiła 100 proc. akcji Lubelskich Fabryk Wag, tym samym Lubelska Fabryka Wag zyskała rozbudowaną sieć dystrybucji firmy Posnet. Obecnie Lubelskie Fabryki Wag FAWAG S.A. nadal prowadzą działalność produkcyjną na terenie Polski (2024).

### Struktura organizacyjna
Do Lubelskiej Fabryk Wag (LFW) należały zakłady:
- Zakład Nr 1 – dawna fabryka J. Caudra, zlokalizowana przy ulicy Garbarskiej 8. W zakładzie montowano wszystkie typy wag uchylnych i pełnouchylnych o nośności od 25 do 500 kg oraz wag z odczytem projekcyjnym,
- Zakład Nr 2 – dawna fabryka W. Hessa, mieszcząca się przy ulicy Lubartowskiej 56-77. Zakład prowadził montaż podzespołów i wyrobów finalnych wag uchylnych, wolnostojących i fundamentowych o nośności oraz wag osobowo-lekarskich, wag do cieczy, wag workujących oraz zestawów dozowników przemysłowych od 25 do 5000 kg oraz od 500 do 8000 kg,
- Zakład Nr 3 – dawna fabryka „Ideal” P. Księżyckiego, zlokalizowana przy ulicy Krochmalnej 24. W tym zakładzie wykonywano obróbkę mechaniczną materiałów, jak też produkowano detale i półfabrykaty do montażu wag w zakładach nr 1 i 2. W budynkach tego zakładu znajdowały się: narzędziownia, modelarnia oraz działy zabezpieczenia ruchu, jak również dyrekcja wraz z administracją zakładu i dział Głównego Mechanika.

### Produkcja
Lubelskie Fabryki Wag eksportowały swoje wyroby do 36 krajów, między innymi do Niemiec, Francji i na Litwę. W 1957 roku wysłano 181 wag osobowo-lekarskich do Wietnamu i Nigerii w ramach kontraktu z UNICEF. Najpopularniejszą wagą produkowaną przez spółkę była waga uchylna Caudra (do 15 kg), jej zmodernizowana wersja SJ-15 była produkowana do początku XXI w. Waga SJ-15 znajdowała się na wyposażeniu większości sklepów spożywczych w Polsce. Drugim wyrobem, najbardziej popularnym typem wagi w Polsce, były wagi pomostowe z głowicą pełno-uchylną, zwaną potocznie głowicą zegarową. Ten typ wagi miał zastosowanie w różnych gałęziach przemysłu handlu i usług. Obecnie FAWAG S.A. produkuje: uniwersalne wagi elektroniczne, przeznaczone do placówek handlowych, gastronomii, zakładów przemysłowych i magazynów, wagi kontrolne, platformowe oraz pomostowe.

## Galeria

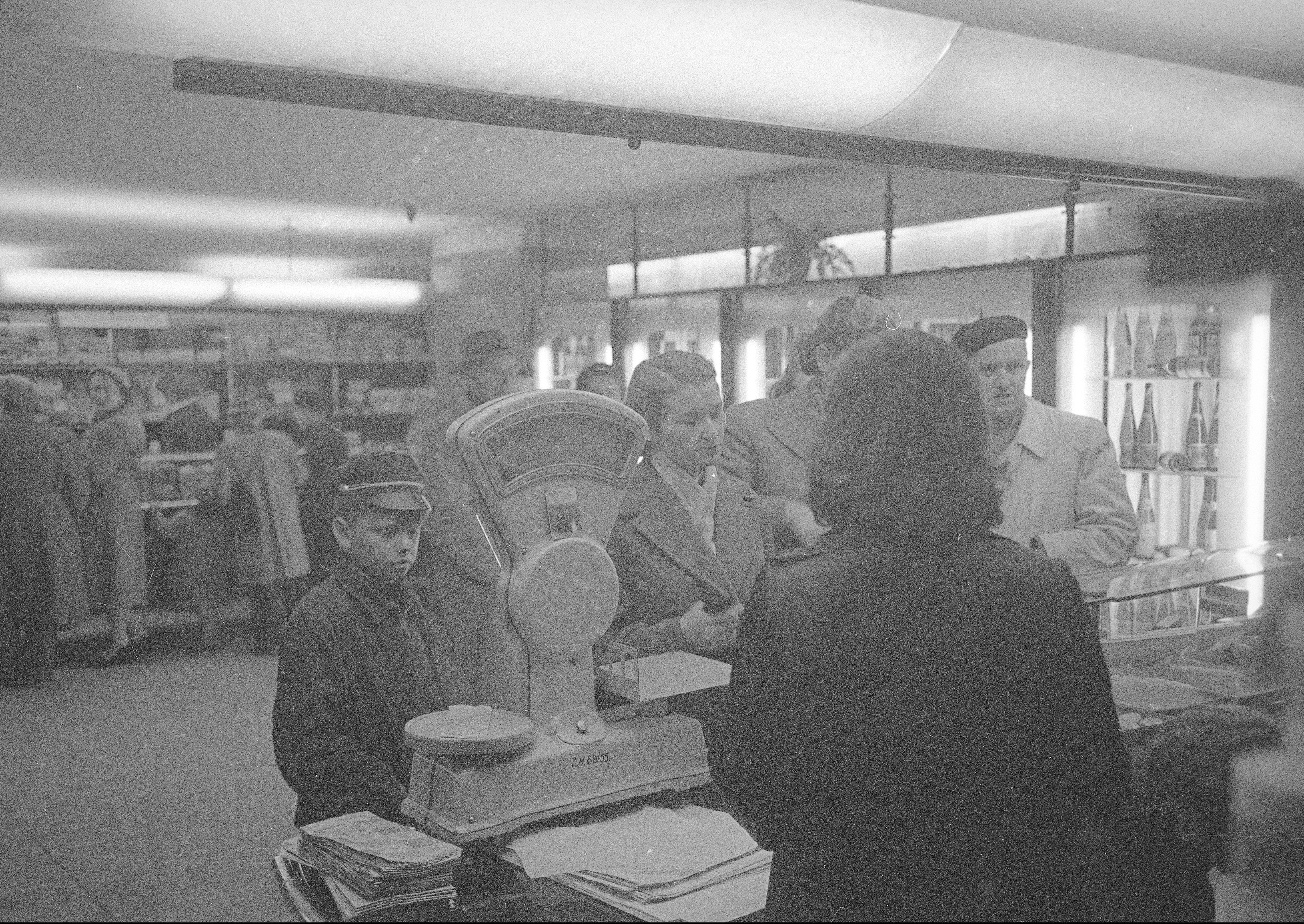
Stoisko handlowe z wagą SJ15, Powszechny Dom Towarowy w Warszawie
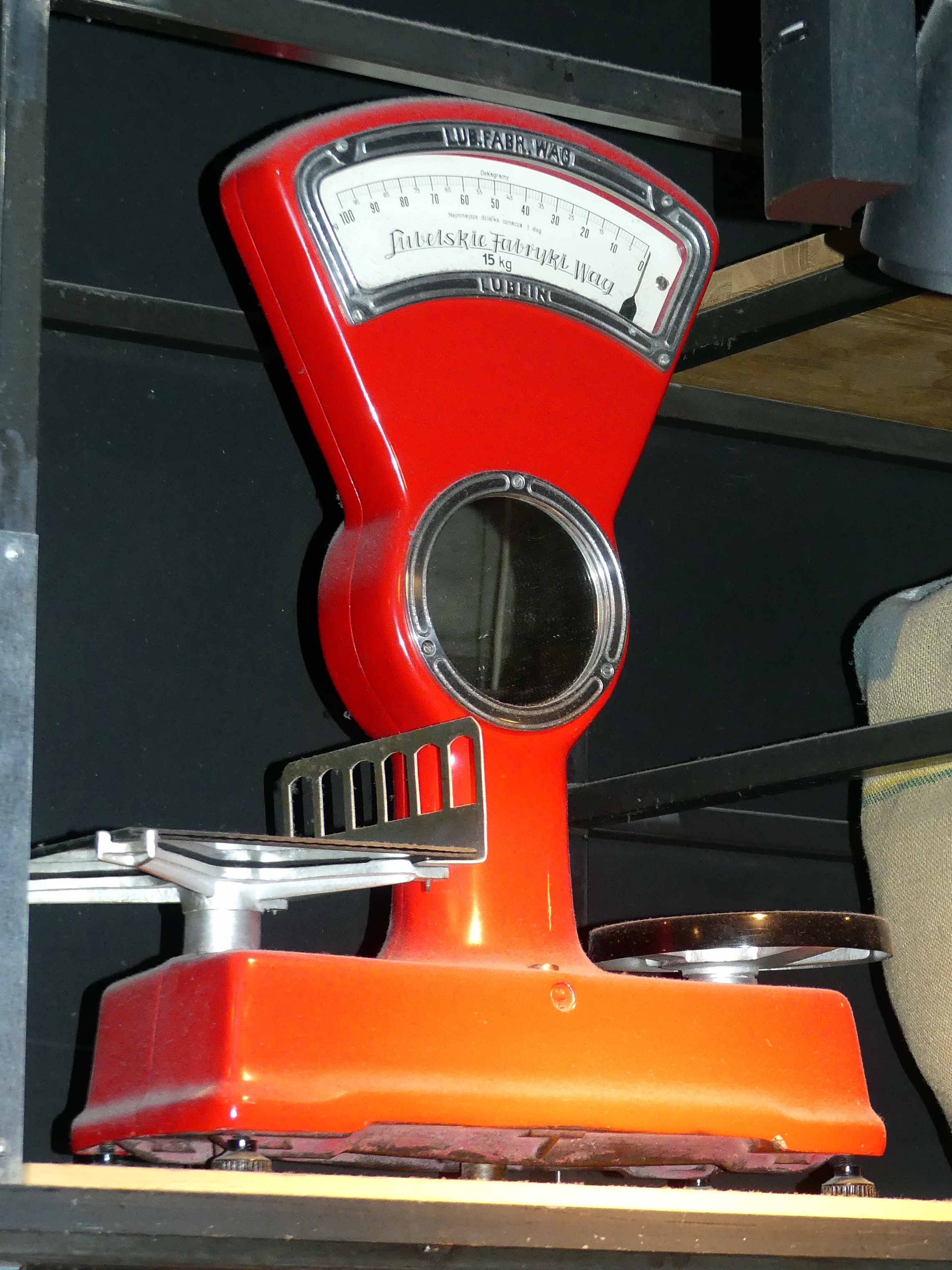
Waga uchylna SJ-15
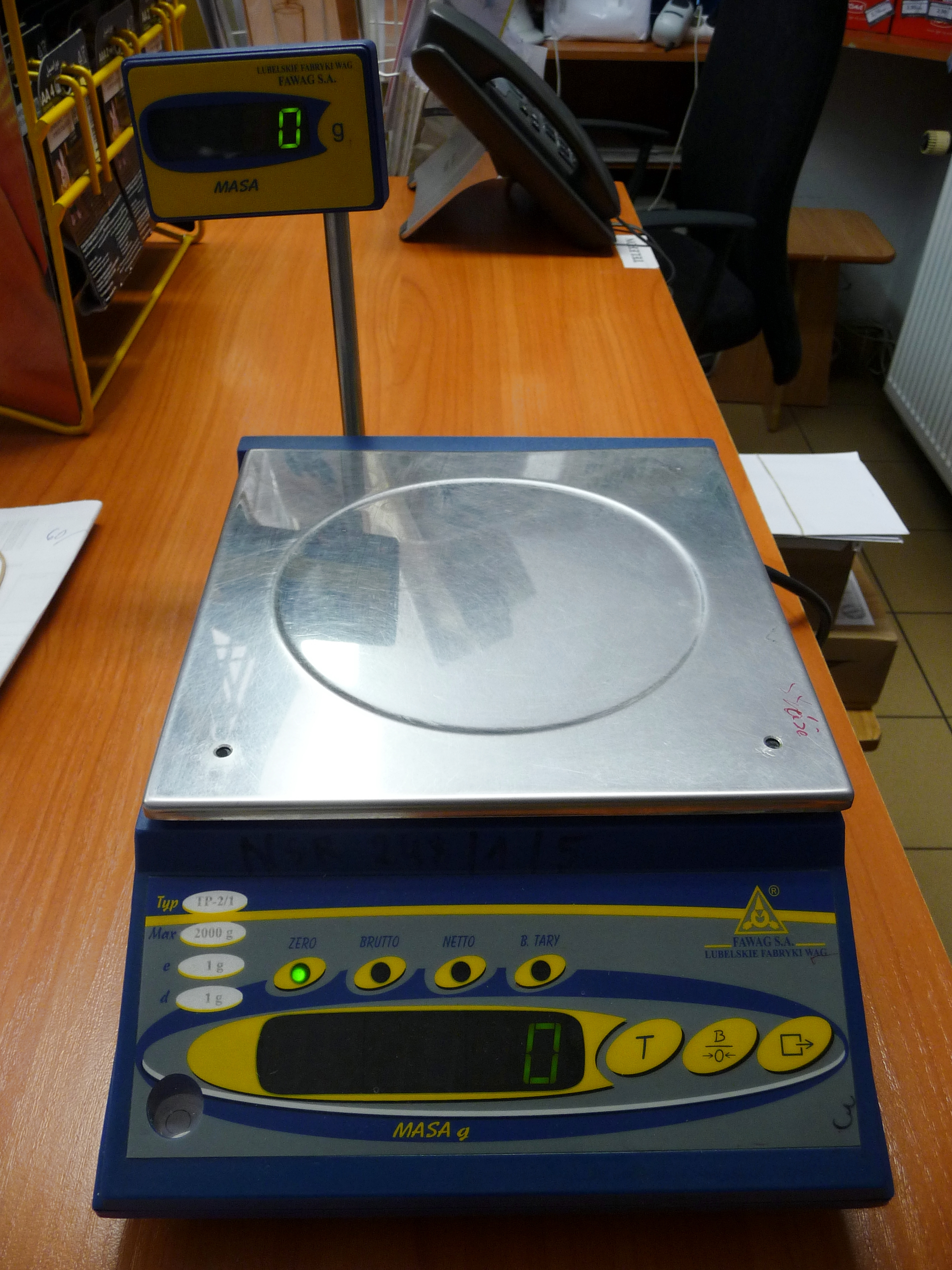
Waga do listów i przesyłek pocztowych w placówkach Poczty Polskiej
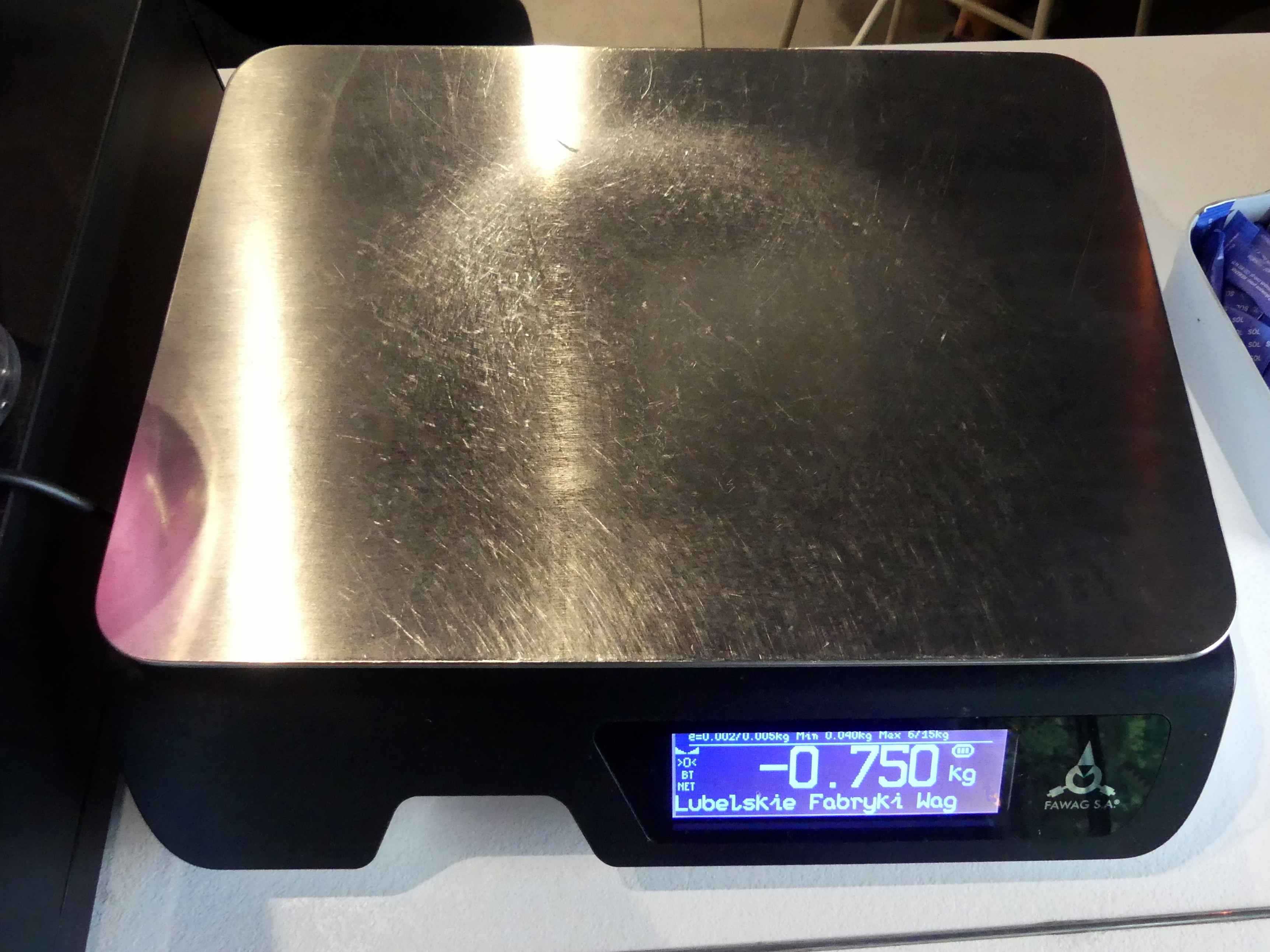
Współczesna waga elektroniczna sklepowa WS-1
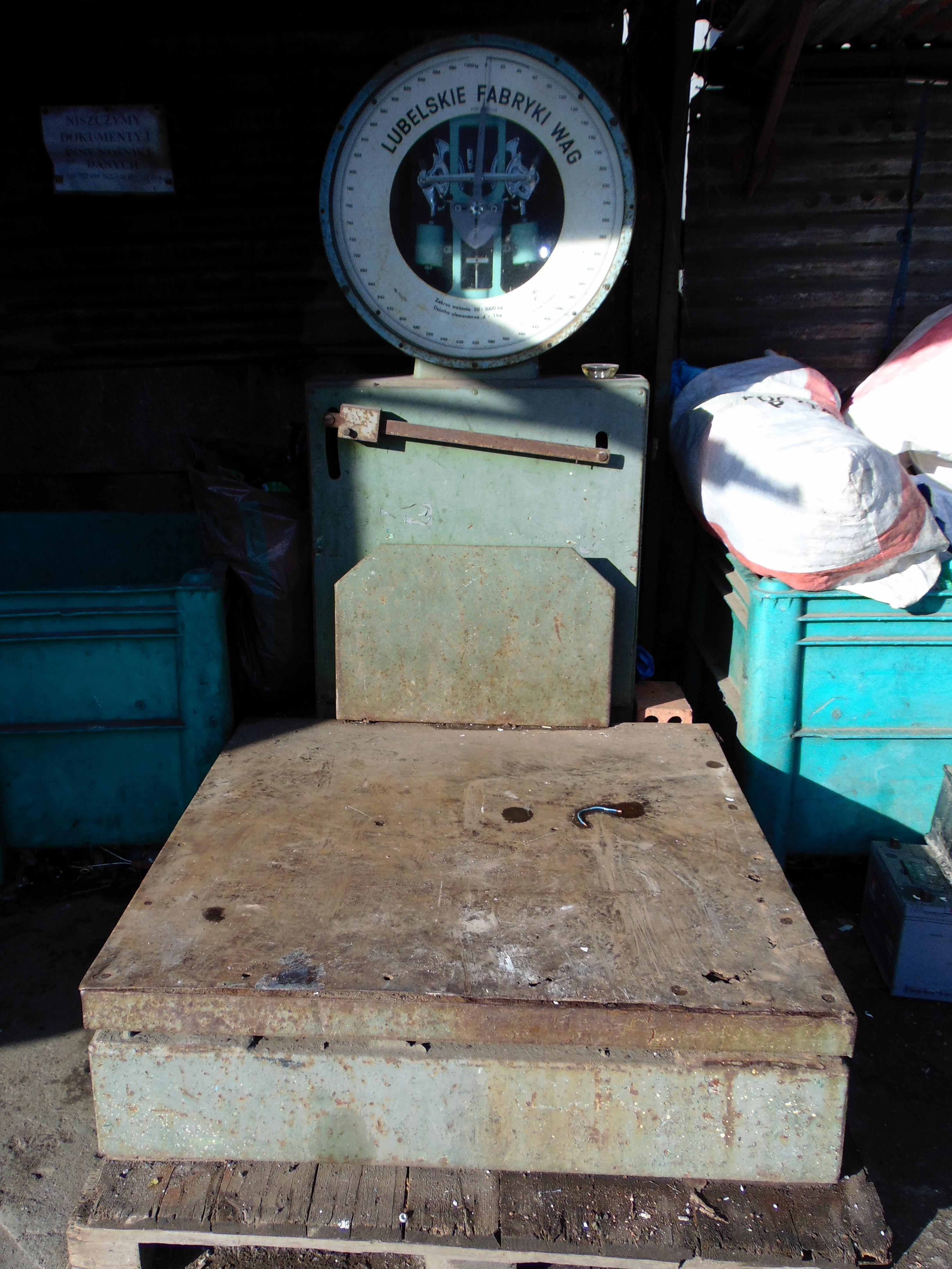
waga mechaniczna ZUK10/2, zakres ważenia 50-1000kg